# Blankenburg (Thüringen)
Blankenburg ist eine Gemeinde im Unstrut-Hainich-Kreis in Thüringen. Sie gehört der Verwaltungsgemeinschaft Bad Tennstedt mit Sitz in der Stadt Bad Tennstedt an.

## Geografie

### Geografische Lage
Blankenburg liegt im Nordwesten des Thüringer Beckens, im sogenannten Schlotheimer Graben, der von den Heilinger Höhen flankiert wird.
Östlich grenzt das Siedlungsgebiet an das 158,8 ha große Naturschutzgebiet Großer Horn, im Norden des Ortes befindet sich die Quelle des Schambach-Oberlaufes Fernebach, der östlich der Besiedlung den Speicher Blankenburg bildet.

## Geschichte

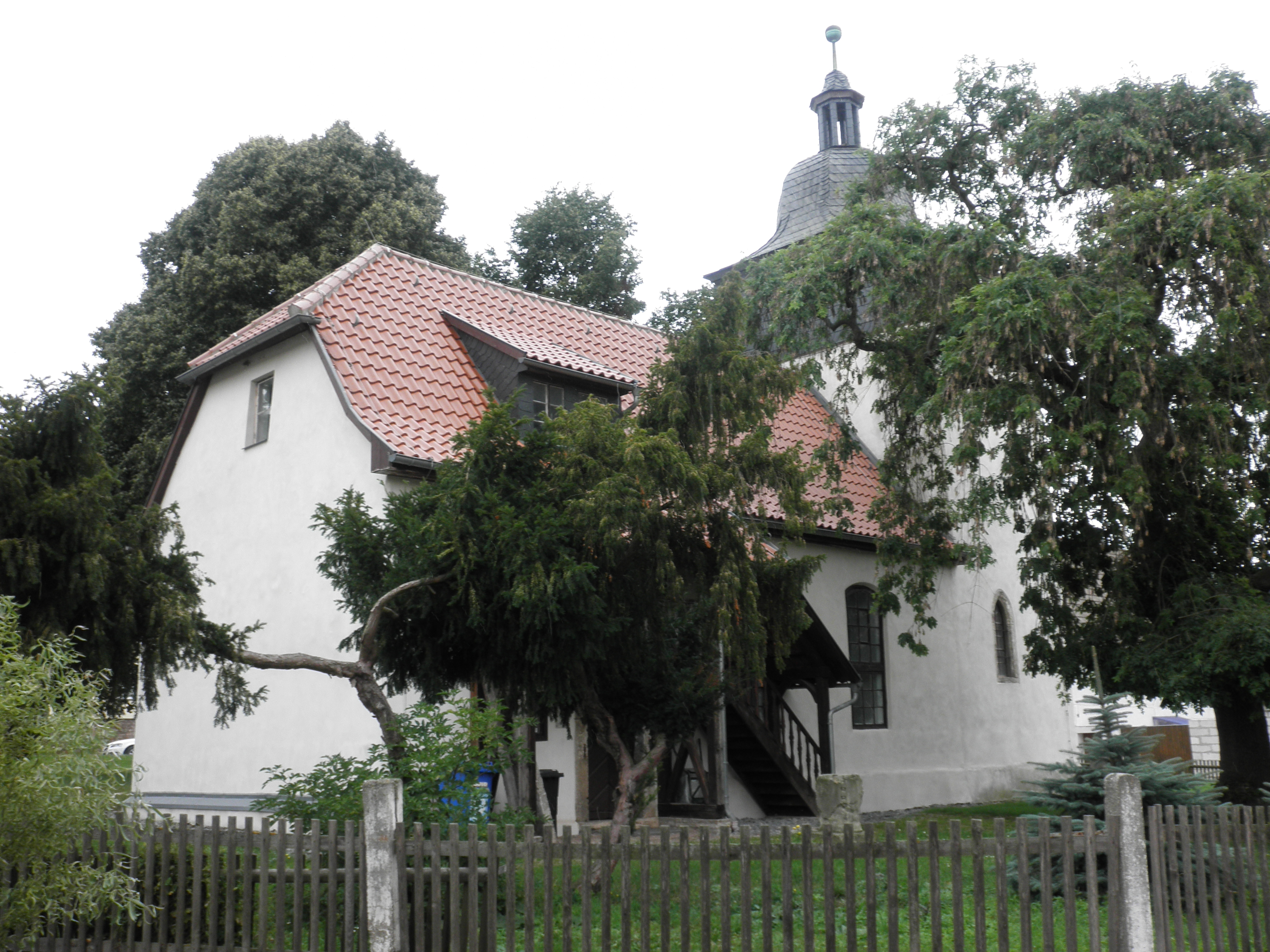
Kirche 2011

Die Gemeinde wurde am 20. März 1143 erstmals urkundlich erwähnt. Zunächst zum Peterskloster in  Erfurt gehörig, wurde das Dorf im Jahre 1272 an den in Mühlhausen sitzenden Verwalter des Deutschen Ritterordens verkauft.
Die spätgotische, aus dem 15. Jahrhundert stammende Kirche St. Bonifatius wurde 1701 im barocken Stil umgebaut. Von den zwei Glocken im Turm wurde die kleinere im Jahr 1812 gegossen und ist noch heute in Gebrauch, die größere Glocke stammt aus dem 17. Jahrhundert. Mehrere starke Unwetter und Brände im 18. und 19. Jahrhundert richteten große Schäden in Blankenburg an.
Der Ort gehörte bis 1815 zum kursächsischen Amt Langensalza und nach seiner Abtretung an Preußen von 1816 bis 1944 zum Landkreis Langensalza in der Provinz Sachsen. Der Gemeindesaal des Dorfes wurde 1914 erbaut, seit 1924 gibt es den Anschluss an das Stromnetz. Nachdem Anfang April 1945 die Vorhut der anrückenden US-Armee deutsche Abwehrstellungen auf dem „Langen Feld“ erkannt hatte und auf Widerstand gestoßen war, beschossen amerikanische Panzer und Sturmgeschütze den Ort.
1953 bauten die Bürger in Eigenleistung eine Kanalisation. 1956 gründete sich die LPG „Einigkeit“, 1958 folgte die LPG „Aufbau“, die zum 1. Januar 1965 in die „Einigkeit“ überging. Zu Beginn der 1970er Jahre wurden die Straßen asphaltiert. 
Ein Raketen-Stützpunkt der NVA wurde zwischen Blankenburg und Freienbessingen errichtet. Diese „Waldsiedlung“ wurde von 1992 bis 2007 ein großes Asylbewerberheim, um dann abgerissen zu werden. 
1991 kam die Gemeinde zur Verwaltungsgemeinschaft Bad Tennstedt.

## Politik

### Gemeinderat
Der Rat der Gemeinde Blankenburg besteht aus sechs Mitgliedern, die seit der Kommunalwahl am 26. Mai 2019 alle der Freien Wählergruppe Feuerwehrverein angehören.

### Bürgermeister
Der ehrenamtliche Bürgermeister Jörn Sola (FWG Feuerwehr) wurde am 5. Juni 2016 wiedergewählt.

## Persönlichkeiten
Der Philosoph, Physiker und Autor Hans Leisegang (1890–1951) wurde in Blankenburg geboren.